# Geflügelmanschette

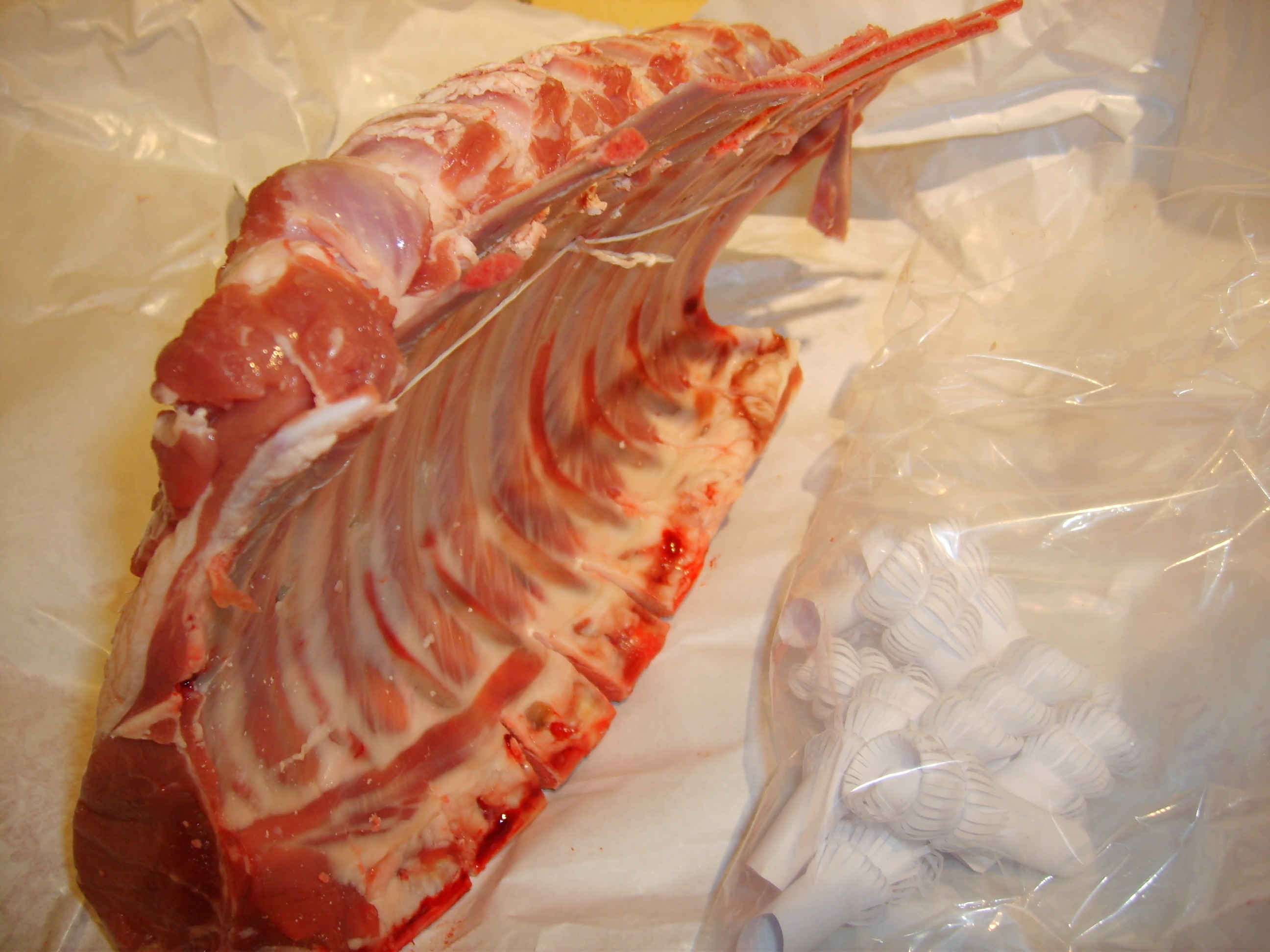
Lammrippchen mit Papiermanschetten

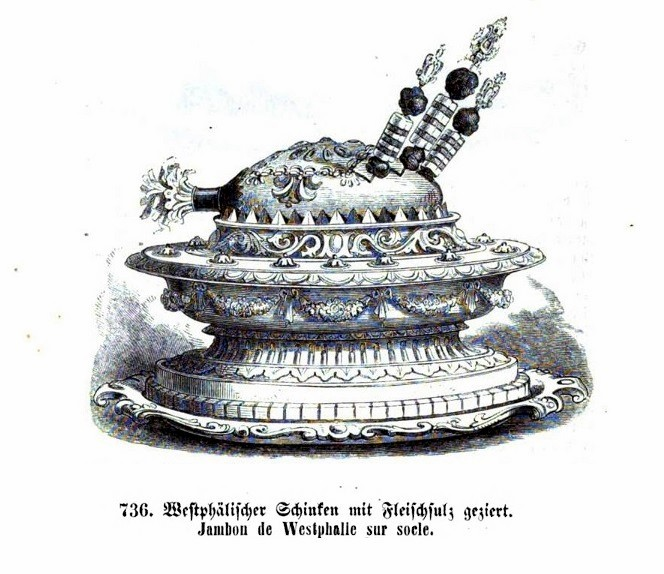
Papiermanschette und Attelets in einem westfälischen Schinken (um 1850)

Geflügelmanschetten bestehen aus weißem, lebensmittelechtem Papier. Die Manschetten werden über die Knochen der gebratenen Geflügelkeulen oder Rippchen gestülpt. Sie sollen nicht nur die Finger vor Fett schützen, sondern sorgen vor allem für eine ansprechende Optik des Bratens. Einsatzbereiche sind die Gastronomie, Haushalt und Catering.
Nach Poydore de Keyser wurden früher in der gehobenen Gastronomie Silberspießchen (französisch: attelet oder hâtelet) verwendet, um die hervorstehenden Knochen des Bratens zu verzieren, Papiermanschetten waren ein günstiger Ersatz dafür. Die dekorativen Silberspießchen unterscheiden sich von den Brochetten, welche Spieße zum Braten sind. Johann Rottenhöfers Kochbuch Neue vollständige theoretisch-praktische Anweisung in der feinern Kochkunst zeigte 1859 einen mit Papiermanschette und Silberspießchen verzierten Westfälischen Schinken.